# Eupithecia juntasae
Eupithecia juntasae es una especie de polilla de la familia Geometridae. La especie fue descrita por primera vez por Frederick Hastings Rindge habiendo sido descrita en 1991, con distribución en Chile.  El holotipo de la especie fue descrita en el sector Huanta del valle de Elqui a 10 km de La Junta.